# Гусейнов, Джахангир Гусейн оглы
Джахангир Гусейн оглы Гусейнов (азерб. Cahangir Hüseyn oğlu Hüseynov; род. 10 апреля 1953 году, Баку, Азербайджанская ССР) — государственный и политический деятель. Депутат Милли меджлиса Азербайджанской Республики II созыва.

## Биография
Родился Джахангир Гусейнов 10 апреля 1953 году в городе Баку, Республики Азербайджан, в семье юриста. После окончания средней школы с отличием, в 1971 году начал трудовую деятельность в управлении нотариата и адвокатуры при Министерстве юстиции Азербайджанской Республики, затем работал юрисконсультом в 8-й нотариальной конторе города Баку. Поступил и прошёл обучение на юридическом факультете Бакинского государственного университета. Был направлен на работу в Министерство внутренних дел Азербайджанской Республики.
С 1978 по 1983 годы работал следователем в районном отделе внутренних дел 26 Бакинских комиссаров (ныне Сабаил) города Баку. С 1983 по 1985 годы — начальник следственного отдела Азизбековского (ныне Хазарского) района города Баку. За успехи в работе был аправлен на обучение в Высшую Академию МВД СССР в город Москва. В 1987 году окончил факультет подготовки руководящих кадров в правоохранительных органах. За время работы также окончил институт усовершенствования прокурорских и следственных работников ГУ МВД СССР в Санкт-Петербурге. Был награждён Почетной грамотой МВД СССР и почетной медалью Академии.
В 1985 году заочно поступил в аспирантуру Бакинского государственного университета в области международного права и международных отношений. Защитил диссертацию на тему «Азербайджанская Республика является субъектом международного права», получил ученую степень.
Во время учёбы в Москве был избран членом Международной Ассоциации юристов. После окончания академии, с 1987 по 1992 годы работал начальником отдела внутренних дел в Агдашском районе, а в марте 1991 года был избран депутатом Верховного Совета Азербайджанской Республики XII созыва по избирательному округу № 139.
С 1988 года, с первого дня армяно-азербайджанского конфликта, до объявления в 1994 году прекращения огня, принимал активное участие во всех боевых операциях на территории Кедабекского района, а также в Агдамском, Джебраильском, Зангиланском, Губадлинском, Физулинском, Агдарском районах. Удостоен почетного звания «Ветеран Карабахской войны».
Джахангир Гусейнов на Чрезвычайной сессии Верховного совета 3 марта 1992 года настойчиво требовал приведения к власти Гейдара Алиева, а на Чрезвычайной сессии от 14 мая 1993 года предложил кандидатуру Гейдара Алиева на пост председателя Верховного Совета.
После прихода к власти в республике партии Азербайджанский Народный фронт он был направлен работать на должность начальника Билясуварского районного отдела полиции, где криминогенная обстановка была напряженной. На заседании коллегии МВД 12 ноября 1992 года Джахангир Гусейнов обвинил власти Азербайджанского Народного фронта в неспособности управлять республикой. Подал в отставку.
После этого стал работать старшим преподавателем в полицейской академии. По личному поручению Гейдара Алиева был назначен на должность начальника Абшеронского отдела полиции и за короткий срок стабилизировал общественно-политическую криминогенную обстановку на территории района, нейтрализовал значительные преступные группировки. В сентябре 1993 года по поручению руководства страны был командирован в Джебраильский район, где активно помогал военнослужащим защищать интересы Азербайджана.
17 июля 1994 года было организовано покушение на его жизнь, в ходе которого были убиты его малолетний сын и близкие родственники. На протяжении 10 месяцев проходил лечение в зарубежных странах. После восстановления лично раскрыл данное преступление и задержал преступников, которых суд приговорил к высшей мере наказания.
С 1996 по 1997 годы работал начальником следственного отдела Бинагадинского района города Баку, с 1997 по 2000 годы — начальник отдела полиции Сабирабадского района.
За время работы неоднократно был награждён почетными грамотами, медалями и нагрудными знаками Министерства внутренних дел Азербайджанской Республики.
В 2000 году избран членом Милли Меджлиса Азербайджанской Республики II созыва по Сабирабадскому избирательному округу № 83. В Национальном собрание работал заместителем председателя постоянной комиссии по вопросам правовой политики и государственного строительства, а также являлся членом счётной комиссии.
Женат, воспитал двоих детей.